# Gát Zoltán
Gát Zoltán (Kisszeben, 1900. – ? ?) ezredes, a VKF-2 tisztje, a háború után – letartóztatásáig – a Katonapolitikai Osztály egyik kulcsfigurája.

## Szerepe a háború alatt
A Ludovika Akadémia elvégzése után a VKF-2 osztályán szolgált. Egyes források szerint már a harmincas évektől adatokat szolgáltatott az NKVD-nek. A front közeledtével, jugoszláv területen átment a szovjet csapatokhoz.

## A Katonapolitikai Osztályon betöltött szerepe
1945 augusztusától szolgált a Katonapolitikai Osztályon. Kruchina Viktor disszidálását követően Pálffy György helyettese, 1948-tól a hírszerzés és a támadólagos elhárítás vezetője volt.
A szovjetek teljes mértékben megbíztak benne, Pálffy György letartóztatása után ki akarták nevezni tábornoknak és a Katonapolitikai Osztály élére akarták tenni. A ludovikás tisztekkel szemben gyanakvó magyar felső vezetés e kérdésben sokáig vitában állt a szovjet tanácsadókkal, s a kinevezésre végül nem került sor. A Katonapolitikai Csoportfőnök rövid időre Földi Lajos, majd Révész Géza lett, akit varsói követi posztjáról hívtak vissza. Révész az első pillanattól kezdve gyanakodott "horthysta" beosztottjára, de Gátot csak egy évvel később, 1949. december 28-án tartóztatták le. Az egyelőre nem hozzáférhető szovjet irattári anyagok hiányában két elmélet létezik, hogy a szovjetek miért adták be a derekukat. Az egyik szerint Gát tapasztalt hírszerzőként az első pillanattól átlátta a Noel Field-féle vád képtelenségét, így veszélyt jelenthetett a már lezárt Rajk-ügy kezdeti koncepciójára. A másik elmélet szerint saját hibájából lett kegyvesztett. Gátnak ugyanis sikerült beépítenie egy embert az újjászerveződő nyugatnémet titkosszolgálat központjában, Pulachban, a kapcsolat azonban hamarosan elhalt. Gát ahelyett, hogy ezt jelezte volna feletteseinek, élőnek tüntette fel a kapcsolatot. A szovjetek ellenőrizték Gátot, rájöttek, hogy az általa jelzett időpontokban és helyeken nem valósultak meg titkos találkozók, így levették a kezüket az ezredesről. A magyar szervek lépre csalták és őrizetbe vették Gát postását és kiértékelőjét, dr. Tomeket is.
Bár az ellene folyó vizsgálatba sokakat bevontak, vádat mégsem tudtak emelni ellene, így 1950. október 1-jén egyszerűen internálták. Terhelő vallomását felhasználták Kardos György 1951. május 21-én tárgyalt perében. Gát Zoltánt 1953. november 17-én öt év börtönbüntetésre ítélték. Tanúként szerepelt Farkas Mihály 1957-es perében. Nem sokkal később kiszabadult, és a Magyar Lakkfestékipari Vállalatnál helyezkedett el.